# Enkenbach-Alsenborn
Enkenbach-Alsenborn è un comune di 7.010 abitanti della Renania-Palatinato, in Germania.
Appartiene al circondario (Landkreis) di Kaiserslautern (targa KL) ed è parte della comunità amministrativa (Verbandsgemeinde) di Enkenbach-Alsenborn. Enkenbach-Alsenborn è il capoluogo della comunità amministrativa. 
Ha assunto una certa notorietà per "L'elefante di Alsenborn - 1917", di cui il 20 giugno 2006 è stata inaugurata una statua commemorativa, in riferimento ad un elefante che, proveniente da un circo sciolto durante la prima guerra mondiale, venne utilizzato per l'aratura di terreni in sostituzione dei consueti animali da soma requisiti per usi bellici, prima nell'azienda agricola Moulier che lo "ospitava", poi anche da altre aziende con lo stesso problema per eseguire i lavori agricoli.